# Château de Kirby Muxloe
Le château de Kirby Muxloe, également connu historiquement sous le nom de château de Kirby, est un manoir fortifié en ruine situé à Kirby Muxloe, dans le Leicestershire, en Angleterre. William Hastings commence les travaux du château en 1480, le fondant sur le site d'un manoir préexistant. Il est l'un des favoris du roi Édouard IV et a considérablement prospéré pendant la guerre des Deux-Roses. Les travaux se poursuivent rapidement jusqu'en 1483, lorsque William est exécuté lors de l'accession au trône de Richard III. Sa veuve poursuit brièvement le projet après sa mort, mais les efforts cessent alors, le château restant largement inachevé. Certaines parties du château sont habitées pendant un certain temps, avant de tomber en ruine au cours du XVIIe siècle. En 1912, les commissaires aux travaux reprennent la direction du site, réparent la maçonnerie et réalisent une étude archéologique. Au XXIe siècle, le château est géré par English Heritage et ouvert aux visiteurs.
Le château est de conception rectangulaire, de 75 mètres sur 53, et aurait compris quatre tours d'angle, trois tours latérales et une grande guérite, le tout protégé par des douves remplies d'eau ; le centre du château aurait formé une cour. De ces bâtiments, seules la guérite et la tour ouest subsistent aujourd'hui, partiellement intactes. Elles sont construites avec des briques décoratives et des détails en pierre, dans un style à la mode de la fin du XVe siècle, et comportent divers symboles intégrés dans leurs murs à l'aide de briques plus foncées. Douze sabords pour l'artillerie à poudre ancienne sont construits dans les murs de ces deux bâtiments, bien que les historiens ne savent pas si ces défenses étaient destinées à être pratiques ou symboliques. Historic England considère le château comme un "exemple spectaculaire de château quadrangulaire de la fin du Moyen Âge du plus haut statut".

## Histoire

### XVe–XVIIesiècles
Le château de Kirby Muxloe est construit par William Hastings, chambellan de la maison royale et favori d'Édouard IV. William a acquis de vastes domaines à travers les Midlands pendant la guerre des Deux-Roses, dont une grande partie a été confisquée à ses ennemis. Le père de William, Leonard, avait conservé son siège à Kirby Muxloe, mais William installe son propre siège au manoir d'Ashby de la Zouch en 1462. En 1474, Édouard accorde à Guillaume le droit de créneler ou de fortifier quatre de ses manoirs et de construire des parcs à cerfs autour d'eux. Parmi ceux-ci se trouvait Kirby Muxloe, que le roi autorise à transformer en château et entouré d'un grand parc de 2000 acres.

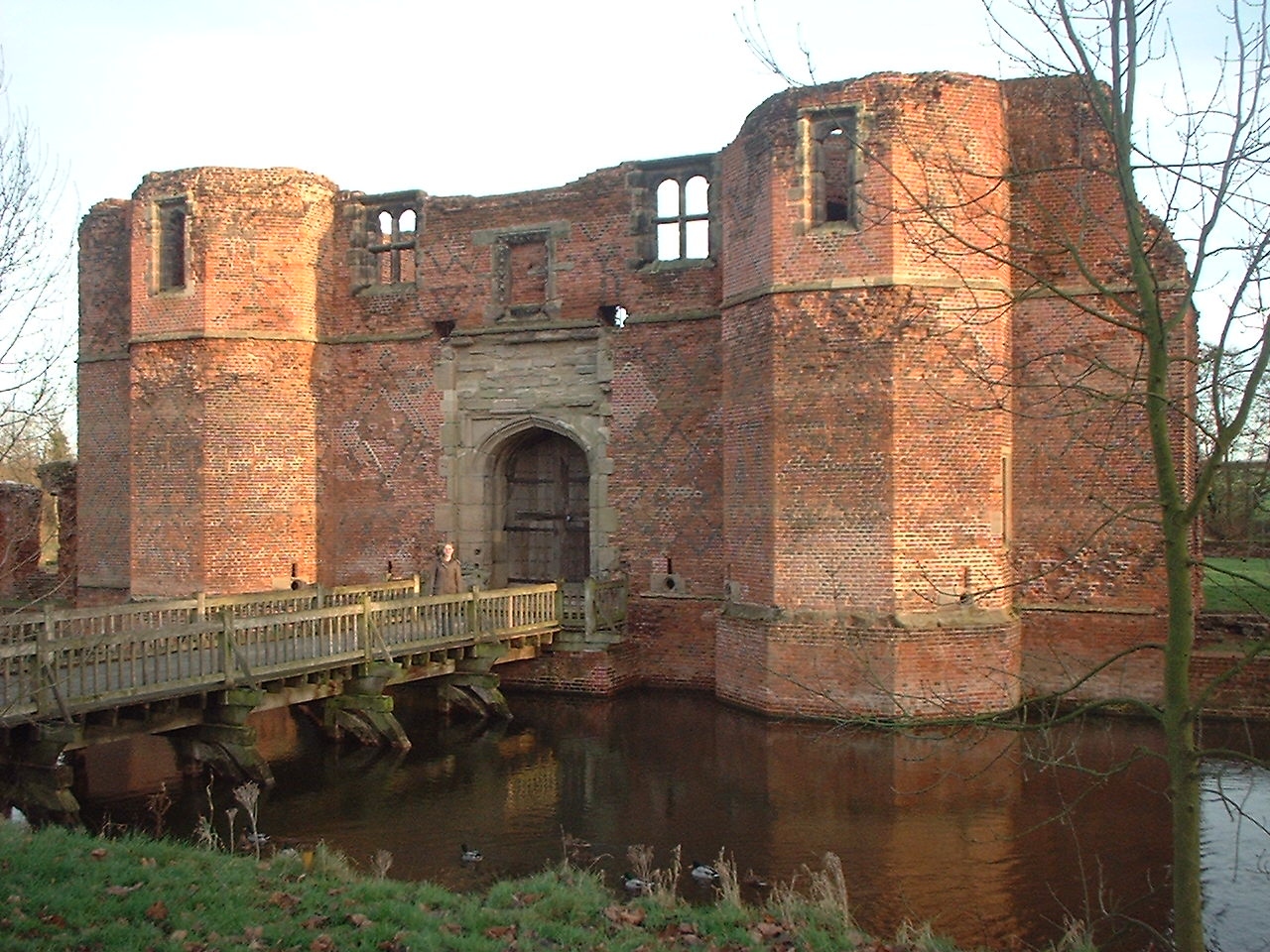
L'extérieur de la guérite

Les travaux commencent sur le château de Kirby Muxloe en octobre 1480, sous la direction de Roger Bowlott, qui est l'intendant de Lord Hasting et devient le commis aux travaux du projet. La majeure partie du manoir existant est protégée pendant les travaux et a probablement continué à être utilisée pendant la construction du nouveau château autour. Un atelier capable de fabriquer jusqu'à 100 000 briques par semaine est construit par le Flamand Antony Yzebrond. Un ruisseau est détourné pour alimenter les nouvelles douves et un jardin est aménagé à côté du château. Les travaux s'intensifient au début de 1481, la maçonnerie étant supervisée par John Cowper, un maître maçon. Les travaux avancent à toute allure et, aux heures de pointe, plus de 40 hommes travaillent sur le chantier. On ne sait pas exactement quelle partie du château a été construite, bien qu'au moins une tour d'angle ait été presque achevée en 1483 et que le rez-de-chaussée de la guérite ait été aménagé.
Édouard IV meurt en 1483, laissant le royaume à son jeune fils, Édouard V, mais son oncle, Richard de Gloucester, a ses propres ambitions pour le trône. Lord Hastings n'est pas disposé à soutenir la déposition d'Édouard V et, en conséquence, Richard le fait exécuter sommairement en juin, avant son propre couronnement. Les autres domaines de Kirby Muxloe et de Lord Hasting sont ensuite restitués à sa veuve, Katherine. Après une courte pause, Katherine poursuit certains travaux sur le site jusqu'à l'été 1484, se concentrant sur la construction habitable de la tour d'angle et de la guérite partiellement achevée, avant que le projet ne soit finalement arrêté. À ce stade, environ 1 000 £ ont été dépensés pour les travaux, dont la pose de 1,3 million de briques.
Au moins au début, certaines parties du château sont occupées, peut-être les vestiges du manoir d'origine. Le château reste la propriété de la famille Hastings jusqu'aux environs de 1630, date à laquelle il est acheté par Robert Banaster, puis par William Wollaston. Au cours du reste du siècle, le château de Kirby Muxloe est abandonné ; il est pillé pour ses matériaux de construction et utilisé à des fins agricoles.

### XVIIIe–XXIesiècles

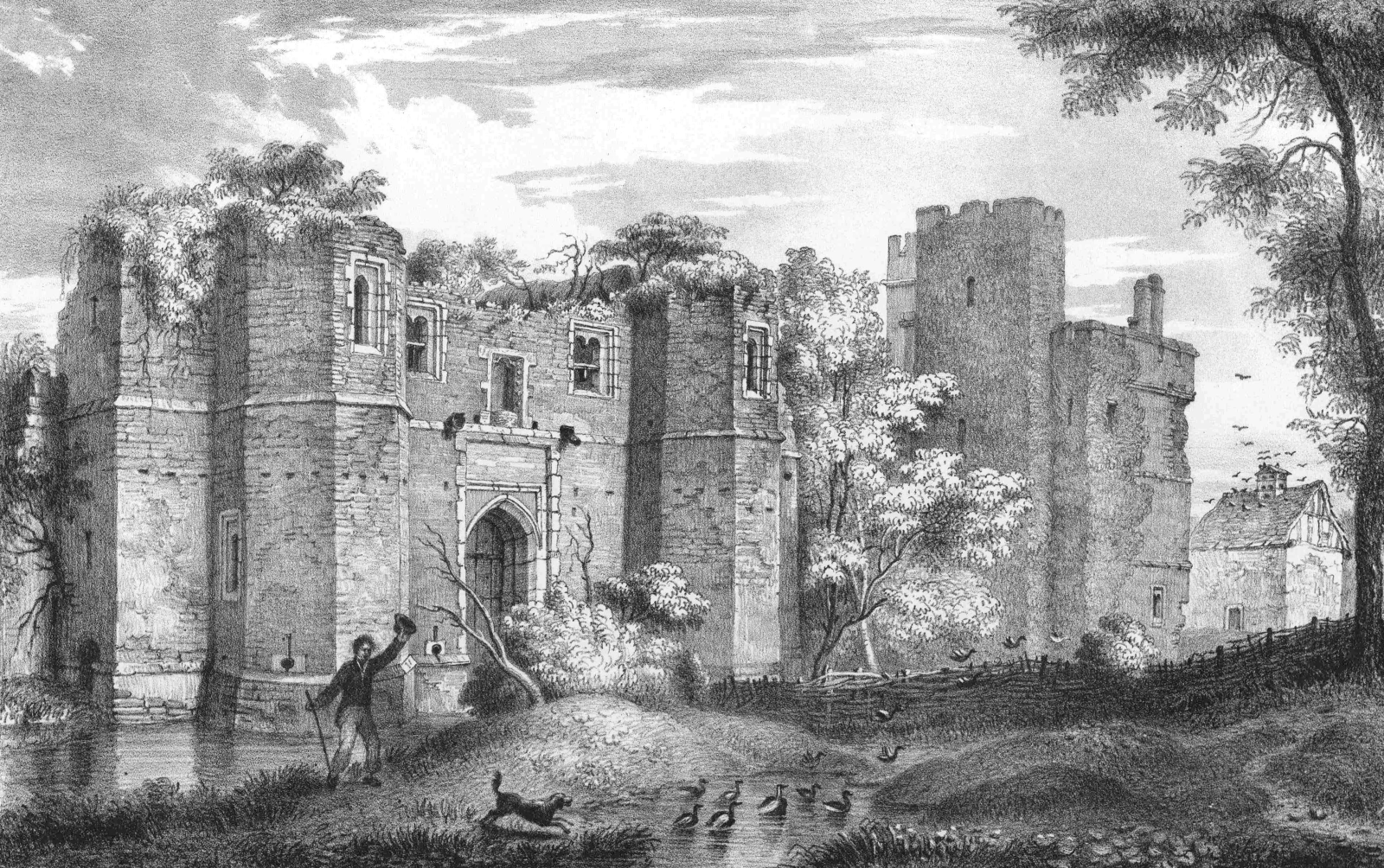
Les ruines du château, représentées en 1826

Le château est acheté à la famille Wollaston en 1788 par Clement Winstanley. En 1790, les vestiges de la tour nord sont encore debout, quoique en très mauvais état. Clement Winstanley aurait voulu démolir les ruines du nord, dans l'intention de réutiliser les briques pour faire une grange, mais son fils, également appelé Clement, intervient et effectue des réparations au château. Au XIXe siècle, les ruines sont couvertes de lierre ; au début du XXe siècle, des arbres poussaient au sommet des murs, fréquentés par les chèvres et le bétail en pâturage. Une grande partie des douves s'était envasée et les restes du pont étaient ensevelis par les débris accumulés.
En 1911, le propriétaire, le major Richard Winstanley, n'est pas en mesure de payer l'entretien du château et, préoccupé par la détérioration de son état, propose de placer la propriété sous la tutelle des commissaires aux travaux. À la suite d'une étude de l'architecte Frank Baines, qui montre que les ruines nécessitent des réparations immédiates, les commissaires reprennent le château l'année suivante. Il est restauré par Charles Peers, inspecteur des monuments anciens, entre 1912 et 1913. Il détruit tous les vestiges de la ferme, déblaie la végétation des murs et répare la maçonnerie, cure les douves et reconstruit une réplique du pont médiéval.
On avait espéré trouver des vestiges supplémentaires au cours des recherches archéologiques de Peers, mais, bien que les fondations du manoir d'origine aient été découvertes, peu d'autres objets sont découverts. Les documents financiers complets de la construction du château sont cependant trouvés dans les archives de la famille Hastings par l'historien Thomas Fosbrooke alors qu'il enquête sur Ashby près du château de la Zouch, qui les a transmis à Peers ; depuis, ils ont fourni ce que l'historien John Goodall décrit comme « un aperçu fascinant » des opérations de construction médiévales.
Au XXIe siècle, le château de Kirby Muxloe est géré par English Heritage comme attraction touristique. D'importants travaux de restauration sont réalisés en 2006, notamment le remplacement d'une grande partie de la maçonnerie. Le château est un bâtiment classé de catégorie I, et Historic England le considère comme un « exemple spectaculaire de château quadrangulaire de la fin du Moyen Âge du plus haut statut ».

## Architecture

### Emplacement
Le château de Kirby Muxloe est situé en retrait du village de Kirby Muxloe, sur un terrain bas ; les jardins et le verger du château se trouvaient probablement au nord et à l'ouest du site actuel. John Goodall suggère que la résidence antérieure sur le site a été construite autour de deux cours, dont l'une subsiste dans le château ultérieur, l'autre se trouvant du côté nord-ouest du site. L'historien Anthony Emery affirme cependant que le manoir antérieur est similaire en taille et en forme au château actuel : il suggère qu'il était fortifié et protégé par des douves similaires à celles que l'on voit aujourd'hui. Les fondations de la première demeure découverte entre 1912 et 1913 ont été laissées à découvert après les fouilles et restent visibles dans les pelouses du château.

### Conception

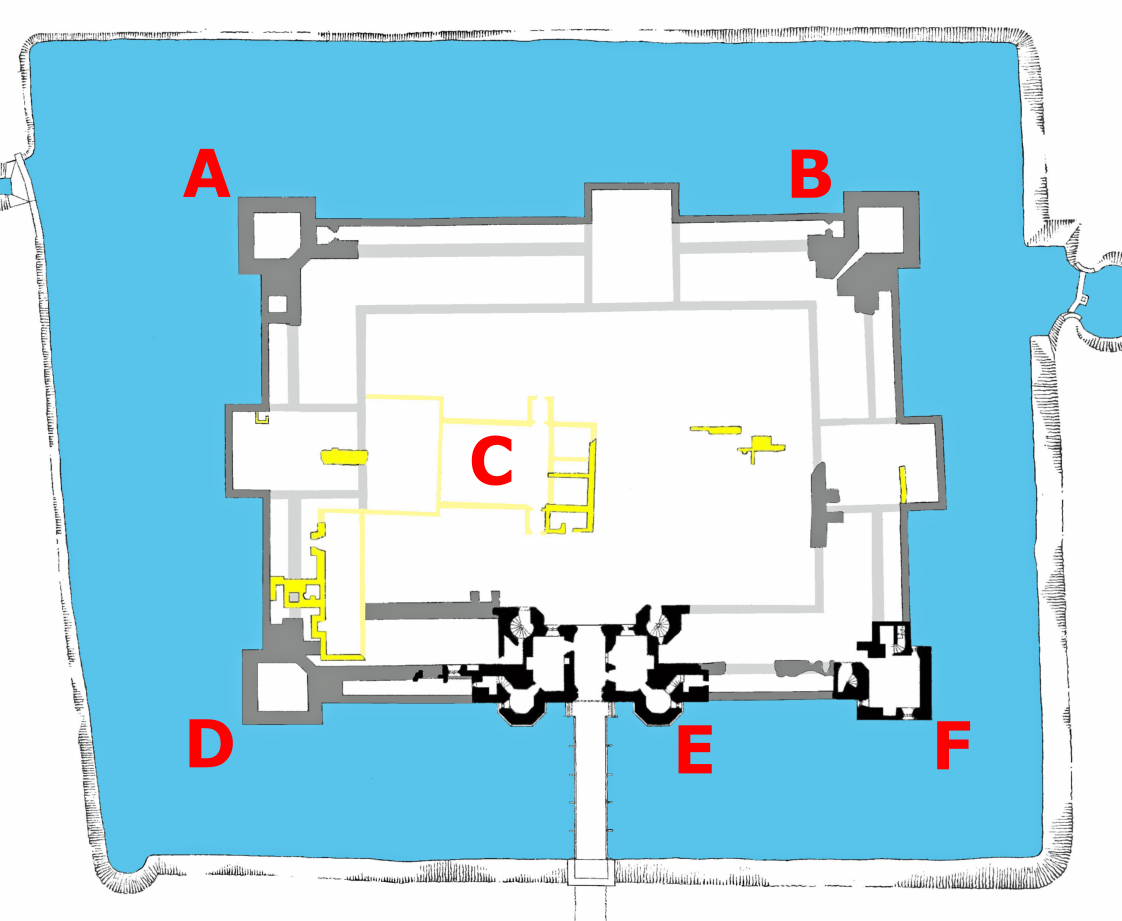
Plan du château. Légende : A – tour est ; B – tour sud ; C – site d'un ancien manoir ; D – tour nord ; E – guérite ; F – tour ouest ; noir, gris foncé et clair – bâtiments, fondations et conception prévue des années 1480 ; jaune foncé et clair - fondations seigneuriales antérieures et conception possible

Le château du XVe siècle est de forme rectangulaire, de conception similaire au château de Farleigh Hungerford dans le Somerset ou au château de Baconsthorpe dans le Norfolk. Bien qu'incomplets, les éléments subsistants et les fondations montrent qu'il a été conçu avec une tour carrée à chaque coin, avec des tours latérales moins importantes aux bords nord-est, sud-est et sud-ouest, et une grande guérite au nord-est. Une rangée intérieure de bâtiments, de 17 pieds de profondeur, courait autour de l'intérieur du mur-rideau, légèrement en retrait du mur lui-même et formant une cour centrale.
Les douves sont alimentées en eau par un petit ruisseau, qui alimentait également une série de mares à ragoût pour le château. Deux barrages sont construits pour créer les douves, le premier pour détourner l'eau du ruisseau principal et le second pour contrôler le niveau d'eau dans les douves. Les écluses actuelles sont modernes, mais les originales étaient en bois et en cuir. Les douves étaient traversé par un pont en chêne.
Seules la guérite et la tour ouest subsistent encore, partiellement intactes. La guérite est à l'origine protégée par un pont-levis et une herse. La guérite est rectangulaire, construite en brique avec des détails en pierre, avec quatre tourelles polygonales. S'il avait été achevé, il aurait pu faire 30 mètres de hauteur et ressembler à la guérite de la tour Layer Marney. Au rez-de-chaussée, deux chambres, dont la loge du concierge, encadrent le passage de la porte. Le premier étage abrite le mécanisme de la herse et une garde-robe. Si le deuxième étage a jamais été achevé, il a depuis été perdu. La tour ouest mesure 25 pieds à travers l'extérieur et 18 pieds à l'intérieur, en maçonnerie à motifs simples, avec trois étages et deux tourelles légèrement plus hautes dans les coins intérieurs. Chaque étage comporte une seule chambre, avec une cheminée et une garde-robe adjacente, qui auraient constitué des logements pour les membres les plus âgés de la maison.
Le château est principalement construit en briques, la pierre étant utilisée pour les détails, comme les portes. La maçonnerie est décorée de motifs de briques plus foncées, appelées couches, qui sont utilisées pour montrer des symboles associés à Lord Hastings, ainsi que des objets tels qu'une cruche et un navire. Ce style de maçonnerie décorative est populaire dans toute l'Angleterre à cette époque, mais particulièrement au Collège d'Eton, où John Cowper, le maître maçon du projet, a été apprenti. Bien que le château n'ait pas été largement décoré, la maçonnerie de Kirby Muxloe est habilement exécutée, les maçons coupant et façonnant les briques cuites au four pour produire des voûtes en spirale et en forme de dôme.